# 勘出
勘出（かんしゅつ）とは、律令制において諸国から主計寮・主税寮に提出される公文の勘会によって国司の不正・怠慢を明確化し、その責任を追及すること。

## 概要
律令制のもとでは、毎年諸国から大帳・調庸帳・租帳・正税帳などの公文と呼ばれる財務帳簿が提出され、大帳・調庸帳は主計寮で、租帳・正税帳は主税寮で監査を行った。これを勘会（勘合）と称した。その際に実際の中央への納付状況と合致していなかったり、帳簿上の計算に不正がある場合には、帳簿を返却して国司に対して翌年までに差分（勘出物）を弁済・補填するように指示した。これを「勘出を置く」と称した。
ところが、9世紀以後になるとこうした勘出物の弁済・補填が行われなくなり、毎年のように累積化していった。このため、その年の勘会に問題が無ければそれ以前の勘出物は一定率の範囲での納付で済ませる場合や勘出の事実のみを記録した上で公文を受領して、国司に弁済・補填を指示しないなどの例も見られるようになり、有名無実化していった。
なお、時代が下るにつれて様々な派生用法も登場した。例えば諸国の国衙領や荘園において現地の検田・検注の結果、隠田を発見することを勘出と称したほか、「物事を調査して記録にとること」や「考量すること」なども勘出と称した。